# Джиминьяни, Лудовико
Лудовико Джиминьяни (итал. Ludovico Gimignani; 1643, Рим — 26 июня 1697, Дзагароло, Лацио) — итальянский живописец. Известен запрестольными образами многих церквей в Риме.

## Биография
Лудовико родился в Риме в семье художника Джачинто (1611—1681). Его отец был одним из главных учеников, вышедших из свободной «студии» художников, организованной Пьетро да Кортоной в Риме. Мать Лудовико была дочерью живописца Алессандро Турки. Лудовикo получил покровительство от своего соотечественника, уроженца Пистойи, кардинала Роспильози, а также от Джованни Лоренцо Бернини.
Он писал алтарные картины для церквей в Риме, в том числе «Крещение Константина» и «Историю Святого Сильвестро» для церкви Сан-Сильвестро-ин-Капите (1690). Он также написал Ангела-хранителя для церкви Сан-Криpогоно, портрет Мальчика c борзой в Палаццо Паллавичини-Роспильози на Квиринальском холме и запрестольный образ для баптистерия в Сант-Андреа-делле-Фратте.
Среди его шедевров — запрестольный образ, изображающий «Чудо святой Марии Магдалины деи Пацци», канонизированной в 1669 году, для капеллы Святой Марии Магдалины деи Пацци (La cappella di Santa Maria Maddalena de’ Pazzi), расположенной рядом с кармелитской церковью Санта-Мария-ин-Монтесанто. Лудовико также расписал фреской свод этой церкви (1685).
В 1672 году Лудовико Джиминьяни стал членом римской Академии Святого Луки. Папа Александр VII назначил его куратором Картинной галереи Палаццо Квиринале.

## Галерея

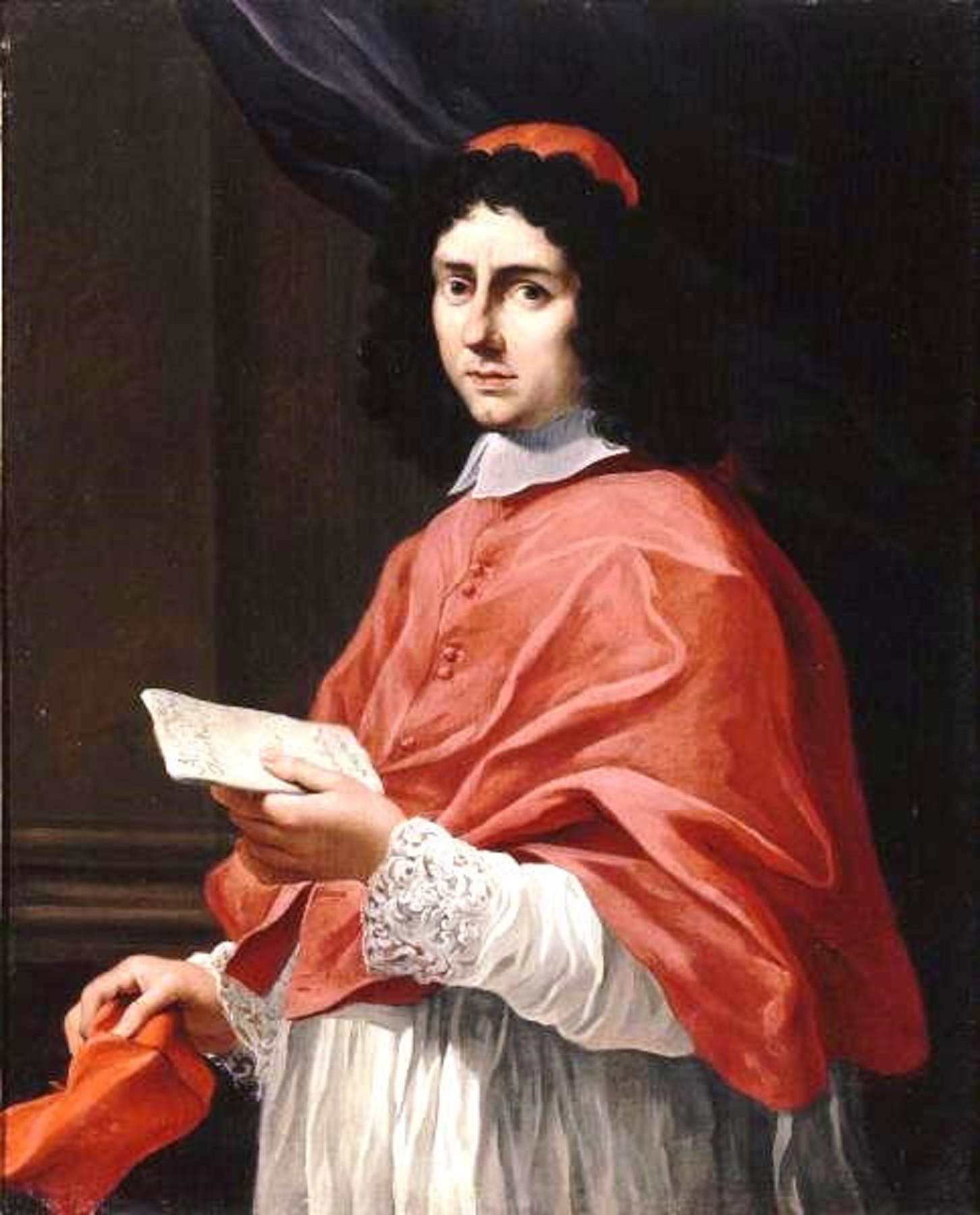
Портрет кардинала Феличе Росписльози. 1670-е гг.
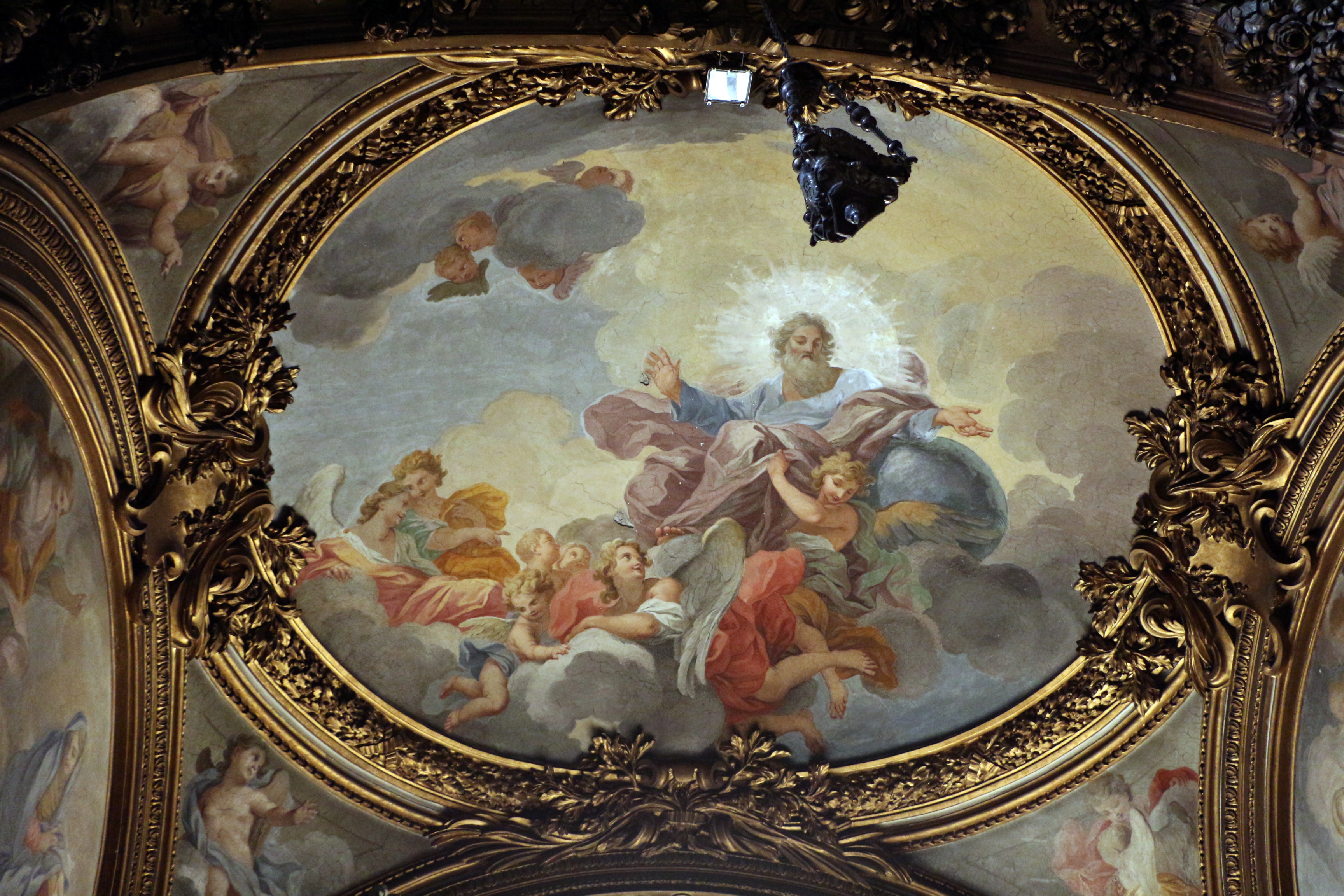
Вечный Отец во Славе. 1695—1696. Роспись свода церкви Сан-Сильвестро-ин-Капите
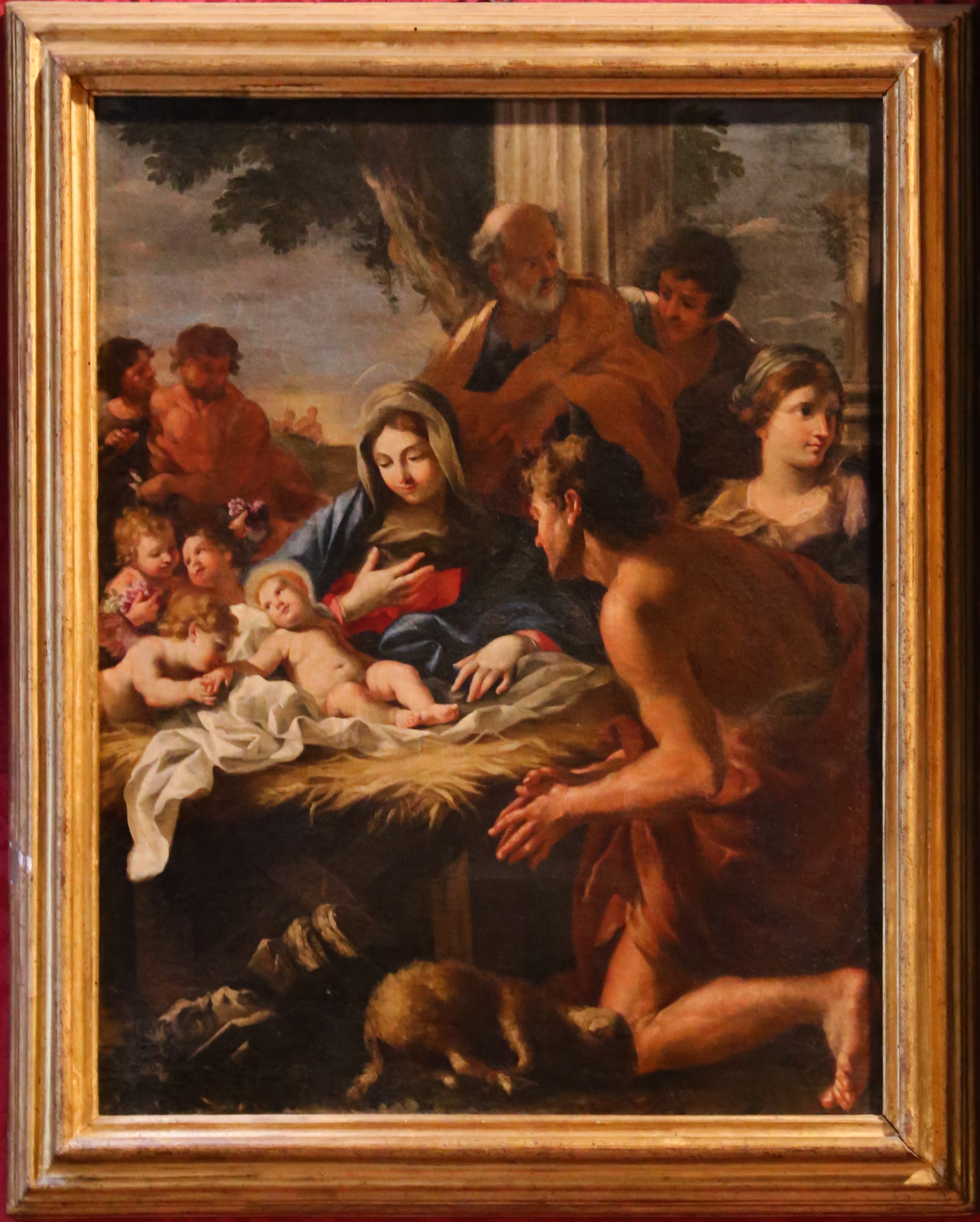
Поклонение пастухов. 1690. Пистоя
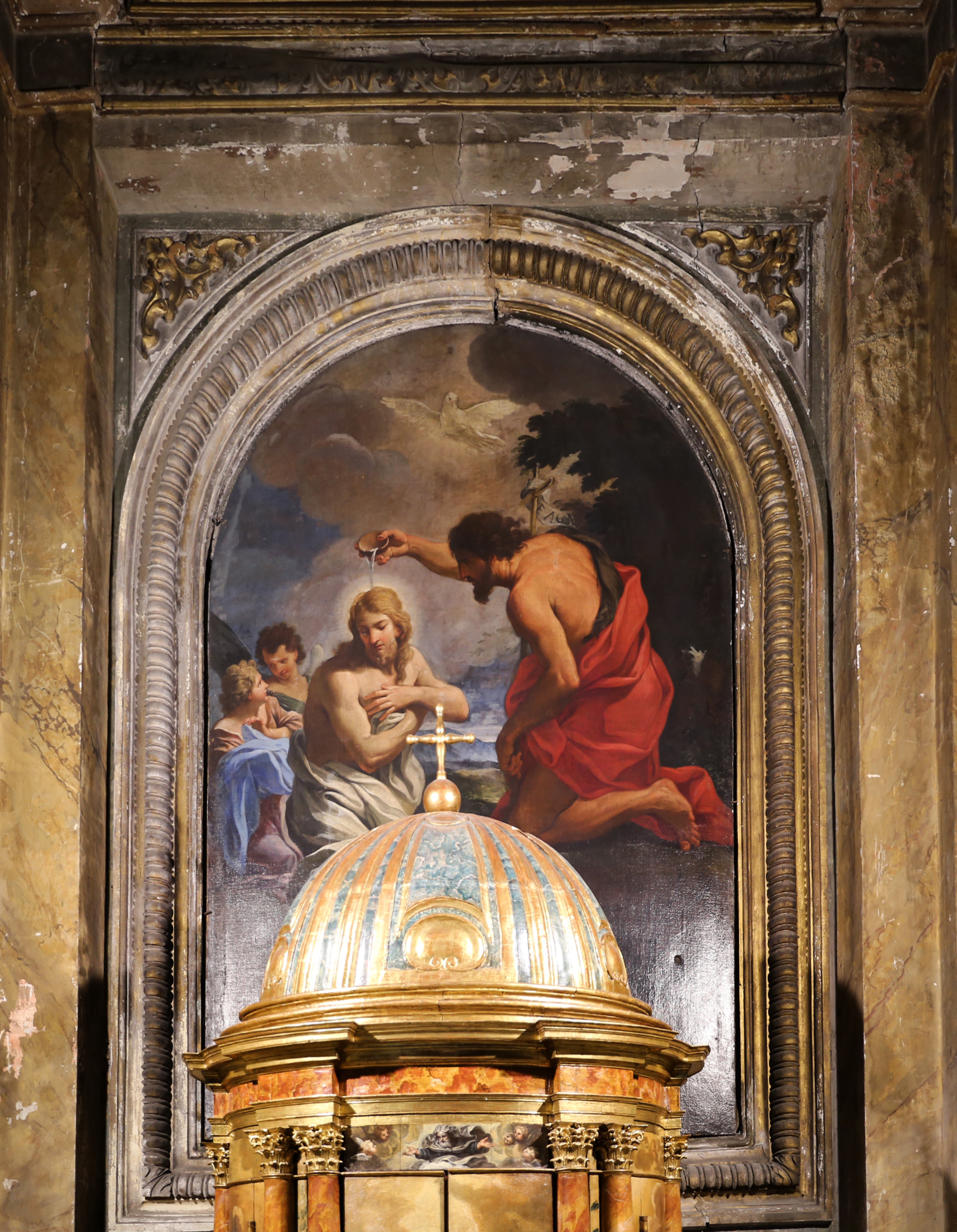
Крещение. Церковь Сант-Андреа-делле-Фратте, Рим
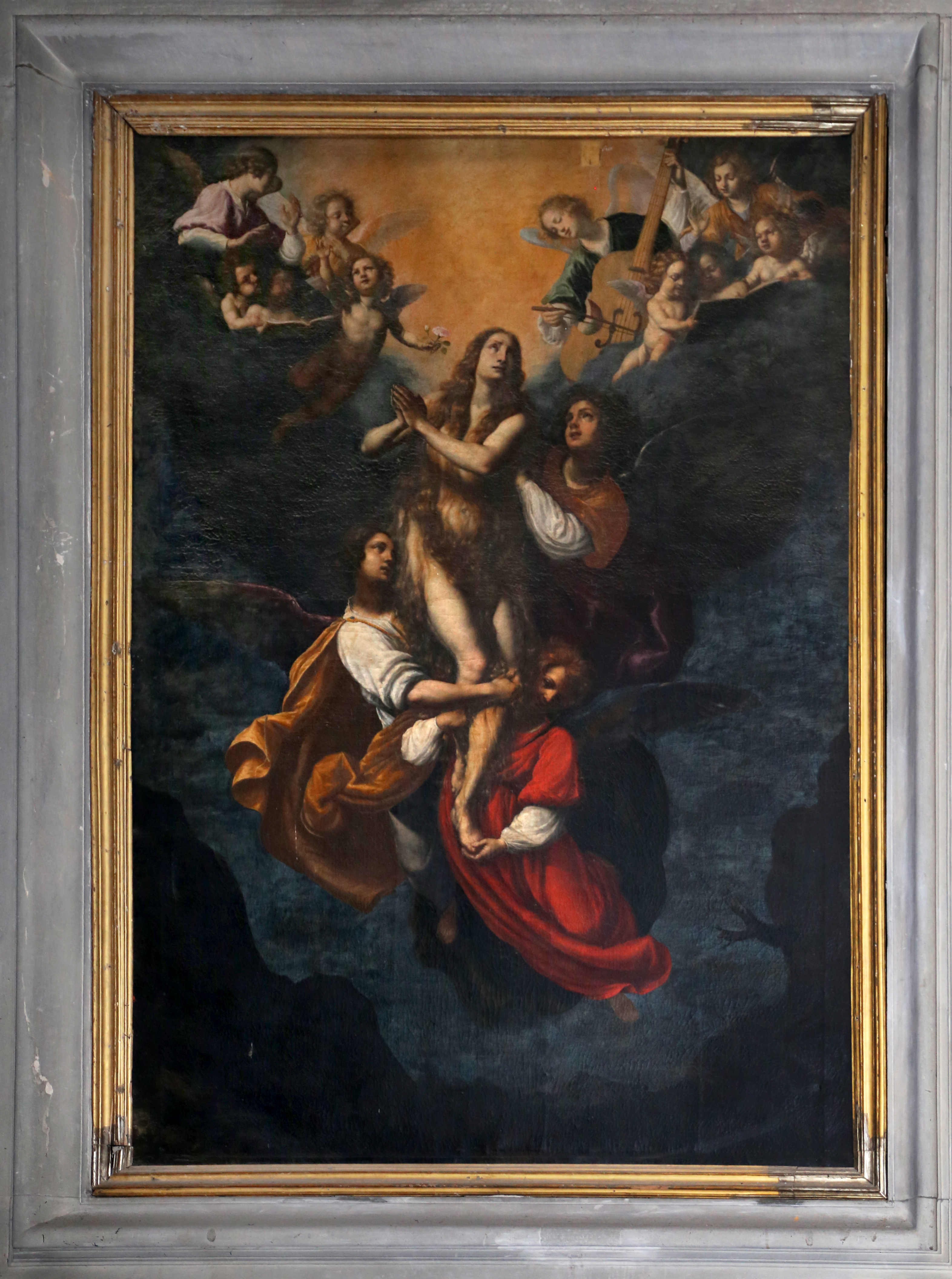
Святая Мария Магдалина, вознесённая ангелами на небеса. Ок. 1640—1660. Церковь Сан-Доменико, Пистоя
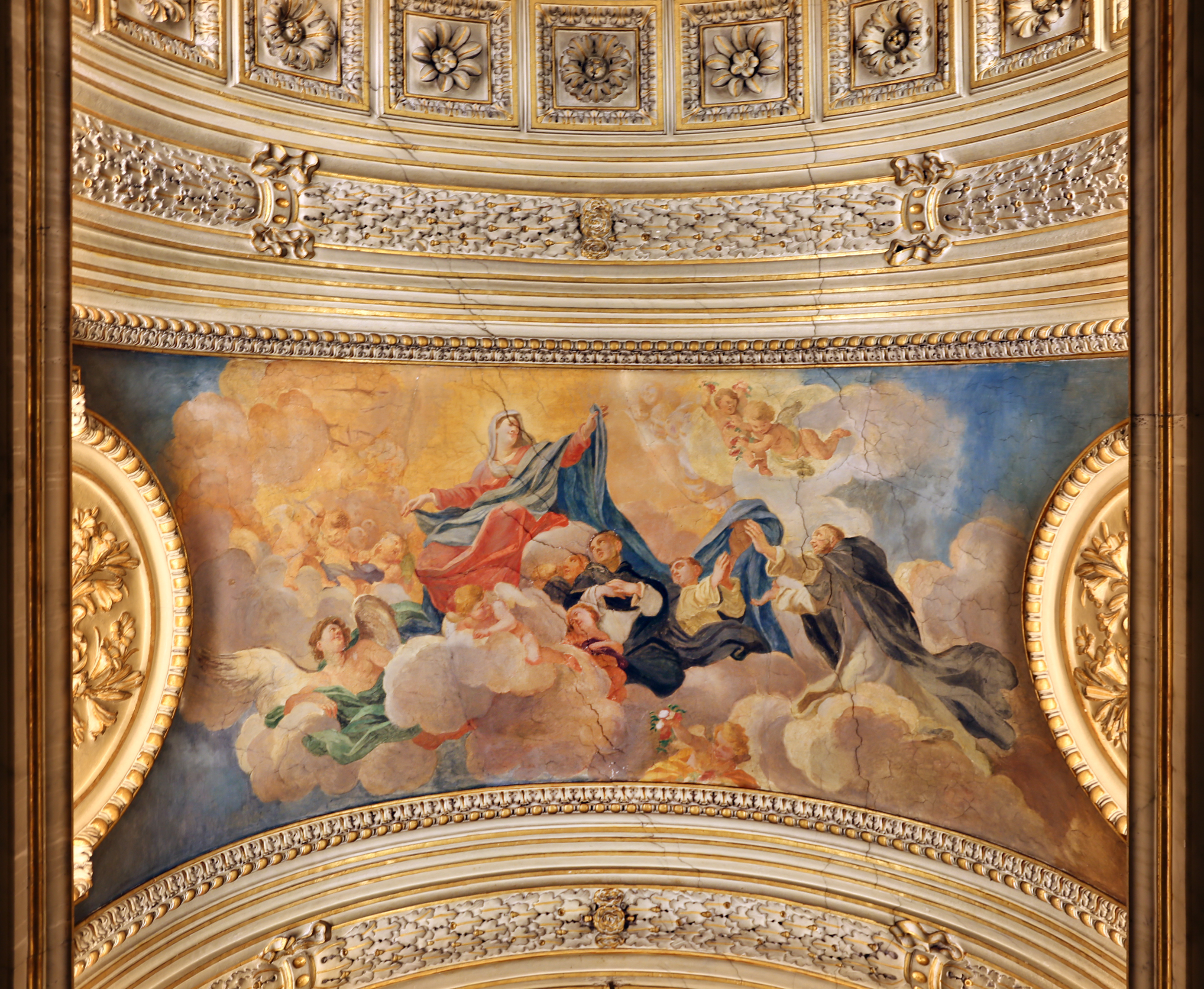
Ассунта (Вознесение Мадонны). Церковь Санта-Сабина, Рим